# Lay Armachiho
Lay Armachiho är ett distrikt i Etiopien. Det ligger i den nordvästra delen av landet, 500 km norr om huvudstaden Addis Abeba.